# Совенко Яким Онопрійович
Яки́м Оно́прійович Сове́нко (* 25 серпня (6 вересня) 1914, Хижинці — †27 січня 1945) — радянський офіцер, Герой Радянського Союзу, в роки радянсько-німецької війни командир батальйону 10-го гвардійського стрілецького полку (6-та гвардійська стрілецька дивізія, 13-та армія, 1-й Український фронт), гвардії майор.

## Біографія
Народився 25 серпня (6 вересня) 1914 року в селі Хижинцях (нині Лисянського району Черкаської області України) в селянській родині. Тут пройшло його дитинство і роки юності. Закінчив 7 класів. Працював на шахті.
У Червоній Армії з 1936 року. Закінчив Бакинське військове піхотне училище в 1939 році. На фронті у радянсько-німецьку війну з липня 1941 року. Воював на Південному, Закавказькому, 1-му Українському фронтах. Брав участь у боях під Ростовом-на-Дону, на Кавказі, форсував Дніпро і Віслу.
Батальйон гвардії майора Совенка був виділений в передовий загін дивізії. Командир батальйону вміло організував форсування Одеру на підручних засобах у районі міста Тарксдорф поблизу Штейнау (нині — місто Сьцінава, Польща) в ніч на 26 січня 1945 року. Захопивши плацдарм, протягом доби батальйон утримував його, сприяючи переправі інших частин і підрозділів. У критичний момент замінив кулеметника і впритул розстрілював атакуючих гітлерівців. Загинув у бою 27 січня 1945 року. Похований у населеному пункті Росциславиці (Польща).

## Нагороди, пам'ять
Указом Президії Верховної Ради СРСР від 10 квітня 1945 року за зразкове виконання завдань командування і проявлені при цьому мужність і героїзм, гвардії майору Совенку Якиму Онопрійовичу посмертно присвоєно звання Героя Радянського Союзу.
Нагороджений орденом Леніна, медаллю.
Ім'я Героя носять вулиця в селі Хижинці. На обеліску Вічної слави — імена жителів села, які загинули в боях за Вітчизну, і першим у списку ім'я Героя Радянського Союзу — Якима Онопрійовича Совенка. У селищі міського типу Лисянка встановлено його портрет на алеї Слави.